# خورشیدگرفتگی ۱۷ ژوئن ۱۹۰۹
خورشیدگرفتگی ۱۷ ژوئن ۱۹۰۹ (به انگلیسی: Solar eclipse of June 17, 1909) یک خورشیدگرفتگی از نوع خورشیدگرفتگی دوگانه است. این خورشیدگرفتگی در تاریخ ۱۷ ژوئن ۱۹۰۹ میلادی (‎۲۷ خرداد ۱۲۸۸ خورشیدی) روی داد که زمان اوج آن، ساعت ۲۳:۱۸:۳۸ به‌وقت ساعت هماهنگ جهانی بوده‌استو مدت زمان این خورشیدگرفتگی ۰ دقیقه و ۲۴ ثانیه بود.